# Apró csalán
Az aprócsalán  vagy kis csalán (Urtica urens) zárvatermő növényfaj, a kétszikűek osztályába, a rózsavirágúak rendjébe, és a csalánfélék (Urticaceae) családjába tartozik.

## Jellemzői
Legfeljebb 60 cm magas, kizárólag fullánkszőrös egyéves növény. Levelei tojásdadok, 1–4 cm hosszúak, a féllemez közepéig vagy harmadáig karéjos-fogasak, a csúcsi fog nem hosszabb a többinél. A nagy csalánnal ellentétben egylaki, a porzós és a termős virágok ugyanazon az egyeden találhatók. A füzér legfeljebb 2 cm hosszú.

## Élőhelye
Üde gyomtársulások, kertek, főleg nitrogénben gazdag talajon, 2700 m -ig.

## Virágzása
Június-szeptember

## Felhasználása
Bár ritkásabb fullánkszőrű, mint a nagy csalán, megérintve ugyanolyan fájdalmat okoz. Ismert gyógynövény. Fiatal leveleit megfőzik és disznóknak, baromfiaknak adjuk összevágva és összekeverve darával.